# Ладислав Модер
Ладислав Модер (словац. Ladislav Móder, 2 грудня 1945, Тврдошовці — 2 грудня 2006, Нове Замки) — чехословацький футболіст, нападник.

## Біографія
Ладислав народився в Тврдошовці і у молоді роки грав за ШК «Тврдошовце» та ФК «Нове Замки», після чого перейшов до «Слована» (Братислава). З 1966 року став виступати у першій команді і виборов з клубом титул чемпіона Чехословаччини у сезоні 1969/70, став володарем Кубка Чехословаччини у сезоні 1967/68, а також допоміг команді здобути найбільше досягнення в історії — виграти Кубок володарів кубків УЄФА у 1969 році, здолавши з рахунком 3:2 у фіналі грізну «Барселону». Всього провів за команду у чехословацькій лізі 144 матчі і забив 26 голів. Також зіграв за «Слован» у 4 матчах Кубка європейських чемпіонів, 9 матчах у Кубка володарів кубків та одній грі Кубка УЄФА.
Помер у день свого 61-го дня народження, у суботу, 2 грудня 2006 року.

## Статистика виступів у чемпіонаті
| Ліга                            | Ігор | Голів | Клуб                  |
| ------------------------------- | ---- | ----- | --------------------- |
| 1-ша чехословацька ліга 1966/67 | 6    | 0     | «Слован» (Братислава) |
| 1-ша чехословацька ліга 1967/68 | 13   | 3     | «Слован» (Братислава) |
| 1-ша чехословацька ліга 1968/69 | 24   | 8     | «Слован» (Братислава) |
| 1-ша чехословацька ліга 1969/70 | 30   | 8     | «Слован» (Братислава) |
| 1-ша чехословацька ліга 1970/71 | 28   | 4     | «Слован» (Братислава) |
| 1-ша чехословацька ліга 1971/72 | 23   | 2     | «Слован» (Братислава) |
| 1-ша чехословацька ліга 1972/73 | 27   | 1     | «Слован» (Братислава) |
| Всього                          | 144  | 26    |                       |

## Титули і досягнення
- Чемпіон Чехословаччини (1):

«Слован»: 1969/70
- Володар Кубка Чехословаччини (1):

«Слован»: 1967/68
- Володар Кубка Кубків УЄФА (1):

«Слован»: 1968/69

## Особисте життя
Його молодший брат Йозеф Модер також був футболістом, грав за збірну Чехословаччини, з якою став чемпіоном Європи 1976 року